# De rode schoentjes

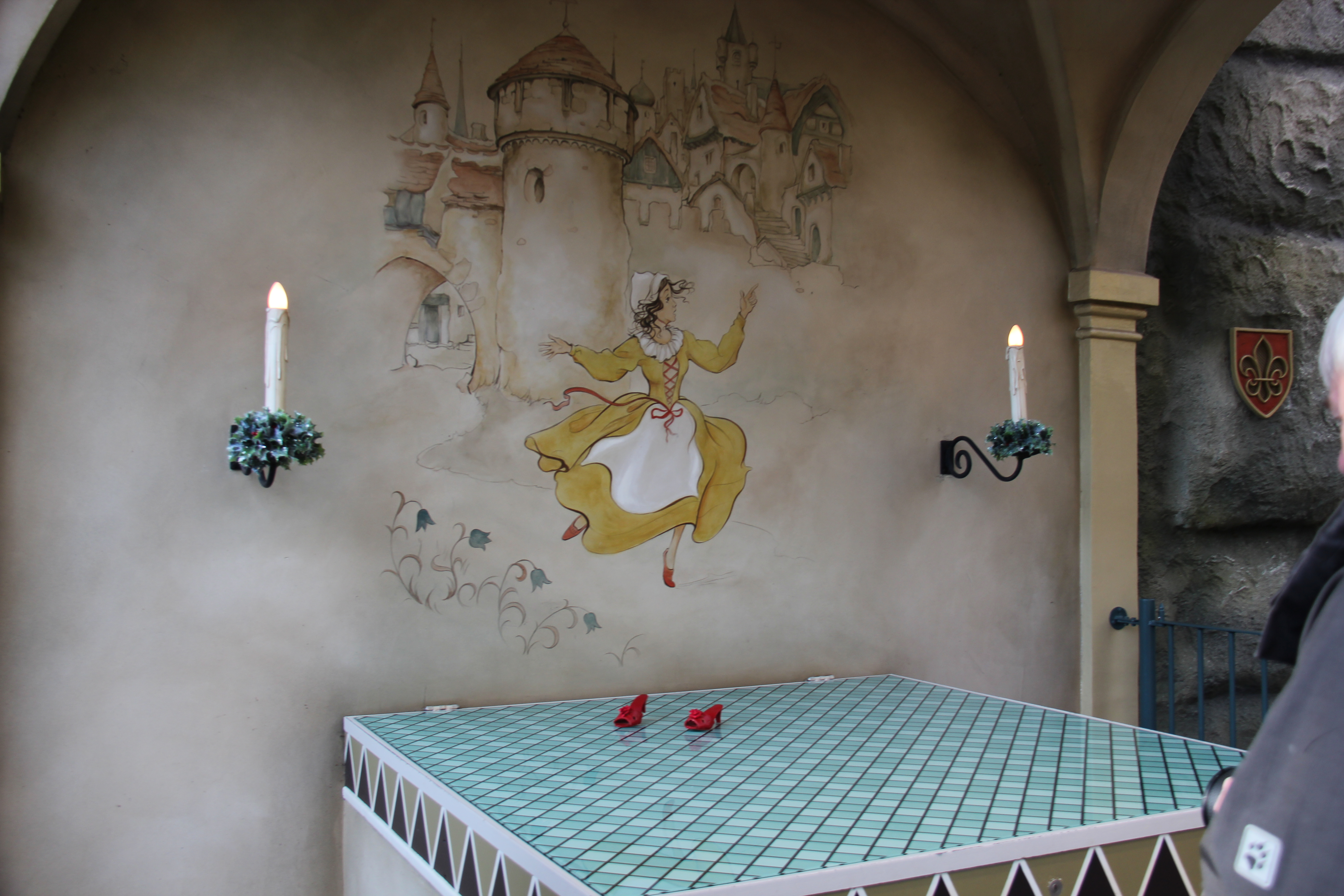
De rode schoentjes in het Sprookjesbos in de Efteling

De rode schoentjes is een sprookje, geschreven door Hans Christian Andersen. Het verhaal verscheen voor het eerst in 1845 en wordt ook wel De dansende schoentjes genoemd.

## Het verhaal
Karen is erg arm en krijgt van vrouw Schoenmaker een paar schoentjes van rode lappen op de dag dat haar moeder begraven wordt. Er komt een rijtuig met een statige dame en deze vrouw krijgt medelijden met Karen. De dominee geeft het meisje mee en de vrouw laat de rode schoentjes verbranden. Karen krijgt schone kleren en moet leren lezen en naaien. De spiegel zegt dat ze meer is dan lief, ze is heel mooi. De koningin komt met een prinses en de mensen gaan kijken. De prinses is in het wit gekleed en draagt rode saffiaanleren schoentjes. Als Karen oud genoeg is om aangenomen te worden in de kerk, krijgt ze nieuwe kleren. De statige dame kan niet goed meer zien en Karen kiest schoentjes zoals de prinses gedragen heeft. Als de statige dame had geweten dat ze een rode kleur hadden, had ze dit nooit toegestaan.
Tijdens de heilige doop denkt Karen alleen aan haar schoentjes. De statige dame hoort van de aanwezigen dat de schoentjes van Karen rood waren en verbiedt het meisje deze nogmaals te dragen naar de kerk. De volgende zondag is er communie en Karen trekt toch de rode schoentjes aan. Ze loopt samen met de dame door de korenvelden en hun schoenen worden vuil. Bij de kerk staat een soldaat met een kruk en deze vraagt of hij hun schoenen mag afstoffen. Hij veegt de schoenen van de dame en zegt dat Karen fijne dansschoentjes heeft. Hij geeft een klap op de zolen en zegt dat ze stevig moeten blijven zitten als ze dansen. De mensen kijken naar de schoenen van Karen als ze knielt voor het altaar en drinkt uit de gouden kelk. Karen vergeet te zingen en het Onzevader te bidden, ze denkt alleen aan de rode schoentjes. Als ze de kerk verlaten, zegt de soldaat nog iets over de dansschoentjes.
Karen kan niet meer stilstaan en danst de hoek van de kerk om. De koetsier tilt haar in het rijtuig, waar ze de statige oude dame trapt. Ze trekken de schoenen van de benen van Karen en thuis kijkt Karen naar de schoenen in de kast. De oude dame wordt ziek en Karen moet haar verplegen. Er is een bal in de stad en Karen besluit toch te gaan. Ze danst, maar de schoenen doen niet wat zij wil. Ze danst door de poort van de stad en komt in het donkere bos. Ze ziet de oude soldaat en wordt bang en probeert de schoenen uit te trappen. De schoenen zijn echter vastgegroeid aan haar voeten en ze danst overdag en 's nachts. Ze danst het kerkhof op, maar kan niet zitten op een graf van de armen waar het bittere wormkruid groeit. Bij de kerkdeur ziet ze een engel in wit gewaad en zwaard, hij zegt streng dat ze dansen moet tot ze bleek is en haar vel verdroogt.
Karen zal dansen van deur tot deur en de hoogmoedige ijdele kinderen zullen bang voor haar zijn als ze aanklopt. Karen ziet de oude dame in een kist naar buiten gedragen worden en ze danst tot haar huid scheurt. Ze komt bij het huis van de beul op de hei en ze vraagt hem haar voeten af te hakken. Ze gaat bij hem te biecht en de schoentjes dansen met haar voeten de velden in. De beul maakt houten voeten en krukken en Karen leert een gezang voor zondaars. Karen kust de hand die gehouwen heeft en ze gaat naar de kerk, maar de schoentjes dansen voor haar uit. Ze probeert het de volgende zondag nogmaals, maar opnieuw dansen de schoentjes voor haar uit. Ze gaat naar de pastorie en vraagt of ze hen kan dienen. Ze werkt hard en luistert als de dominee uit de bijbel leest. De kleintjes houden van haar en ze legt uit dat mooie kleren niet belangrijk zijn.
Op een dag wordt ze uitgenodigd voor de kerkdienst, maar ze blijft op haar kamer en leest in een gezangboek. Ze hoort het geluid van het orgel en vraagt God haar te helpen. De zon schijnt in haar kamer en de engel in het witte gewaad staat voor haar. Hij heeft een verse tak met rozen in de hand en raakt de zoldering aan. Er schijnt een heldere gouden ster en de ziel van Karen vliegt vol van zon, vrede en vreugde tot God. Daar vraagt niemand naar de rode schoentjes.

## Trivia

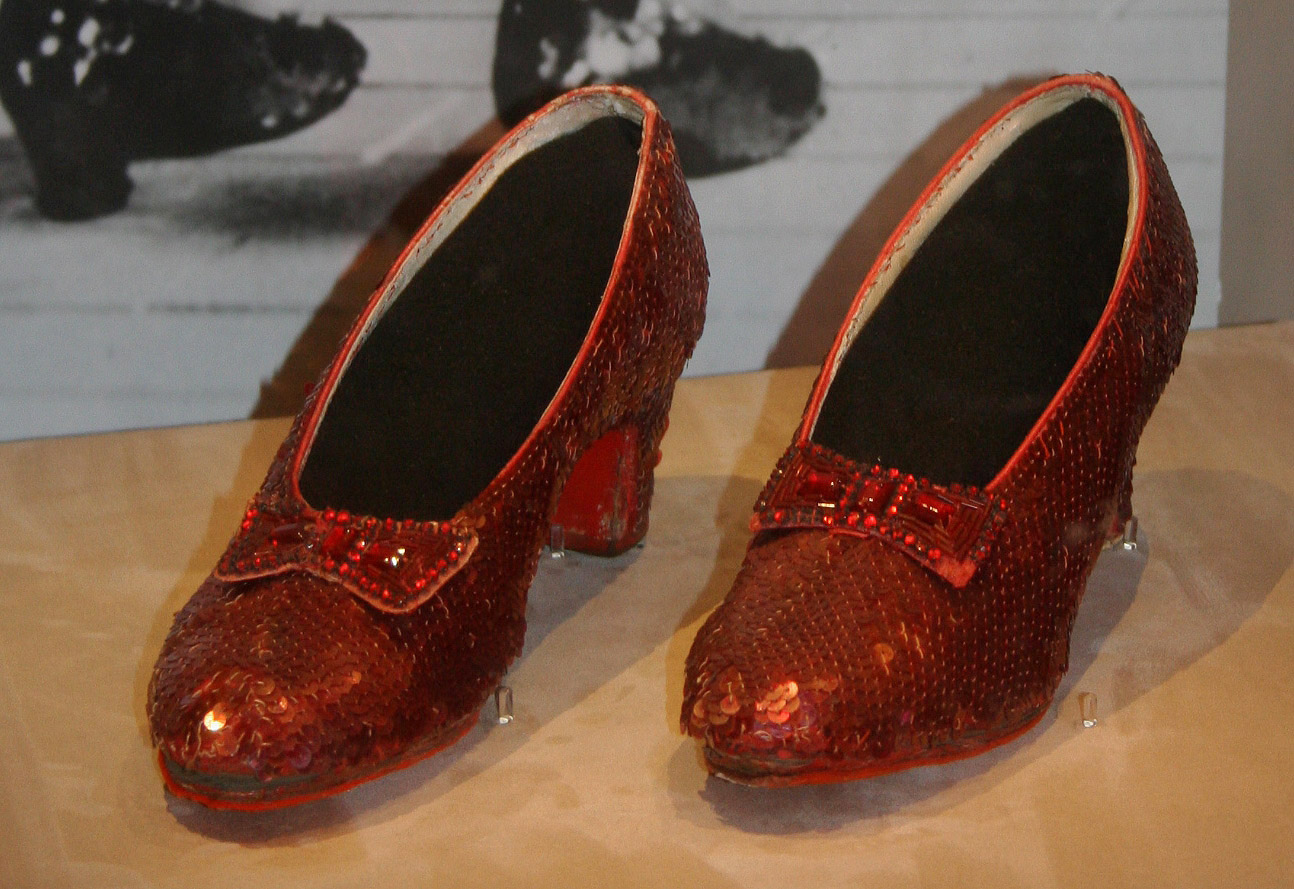
Deze rode schoentjes werden gedragen door Judy Garland (als Dorothy in een verfilming van De tovenaar van Oz)

- In de Efteling is dit sprookje al vanaf 1953 te zien in het Sprookjesbos.[1] De rode schoentjes dansen met behulp van magneten die onder het blok verstopt zitten. Zowel de mechaniek van de schoentjes als de muziek waarop ze dansen is oorspronkelijk van Jan van Oort. Ruud Bos (de huiscomponist van de Efteling) maakte er een (kortere) bewerking van. De stem van de verteller in de Efteling is die van Wieteke van Dort.
- Er zijn meerdere verhalen waarin rode schoentjes een rol spelen, zoals in The Wizard of Oz (een verfilming van De tovenaar van Oz). Ook in Van de wachtelboom (Van de gebroeders Grimm,  KHM47) spelen rode schoenen die de drager laat dansen een rol. Slimme Grietje (KHM77) draagt graag schoenen met rode hakken.
- Gedwongen zijn te dansen, of gelokt worden door muziek, komt ook voor in De wonderlijke speelman (KHM8) en De stukgedanste schoentjes (KHM133). Denk hierbij ook aan De rattenvanger van Hamelen.
- De moeder die sterft, komt ook voor in De drie mannetjes in het bos (KHM13), Assepoester (KHM21), Sneeuwwitje (KHM53), Bontepels (KHM65) en Het klosje, de schietspoel en de naald (KHM188).
- Er zijn meerdere parodieën op dit verhaal gemaakt, zoals De Rode Schoentjes (Booming Support), Kaplaarzen (Dingetje) en De stukgedanste schoentjes (The Feetlickers).
- Hans Christian Andersen was zelf zoon van een schoenmaker. Toen hij als jongen in de kerk werd aangenomen, droeg hij krakend nieuwe laarzen. Hij kon zijn hoofd niet bij de plechtigheid houden.